# BFC Viktoria 1889
Maillots
Le Berliner Fußball-Club Viktoria 1889 est un ancien club allemand de football basé à Berlin. En 2013, il fusionne avec le Lichterfelder FC Berlin, pour devenir le FC Viktoria 1889 Berlin.

## Histoire

### BFC Viktoria 1889 Berlin
Le Berliner TuFC Viktoria 89 est fondé le 6 juin 1889 et se renomme en 1933, Berliner FC Viktoria 89 Berlin. 
En 1908 et 1911, le club remporte le championnat d'Allemagne. Après la Première Guerre mondiale, le club ne fait plus partie de l'élite, il parviendra toutefois en 1934 à parvenir en demi-finale du championnat.
En 1944, le club est dissous puis après la Seconde Guerre mondiale il est reformé en 1947. En 1955 et 1956, le club atteint les phases finales du championnat d'Allemagne, mais ensuite sombre dans les divisions inférieures.
En 2011, le club remonte en cinquième division puis deux années plus tard en Regionalliga (4e division).

### Fusion avec le LFC Berlin
Le Lichterfelder FC Berlin est fondé en 1892, le club connaît de 1965 à 1967, la deuxième division allemande.
Une première fusion échoue en 2002, mais en 2013 les deux clubs reprennent contact, la fusion s'opère le 30 juin 2013. Le club reprend les couleurs du BFC Viktoria 1889, le bleu ciel, que l'on retrouve majoritairement dans le logo seul un trait rouge rappelle les couleurs du LFC Berlin.

## Palmarès
- Championnat d'Allemagne
  - Champion : 1908, 1911